# Redisham
Redisham is een civil parish in het bestuurlijke gebied Waveney, in het Engelse graafschap Suffolk. In 2001 telde het dorp 114 inwoners.